# 포스트맨 블루스
《포스트맨 블루스》(ポストマン・ブルース, Postman Blues)는 일본에서 제작된 다나카 히로유키 감독의 1997년 코미디, 판타지 영화이다. 츠츠미 신이치 등이 주연으로 출연하였고 사타니 히데미 등이 제작에 참여하였다.
이 영화는 1997년 일본에서 개봉되었으며 나중에 1999년 이탈리아에서, 2003년 브라질에서 개봉되었다. 다나카 히로유키 감독은 1999년 코냐크 스릴러 영화제에서 이 영화를 통해 뉴 블러드(New Blood) 상을 받았다.

## 출연

### 주연
- 츠츠미 신이치
- 호리베 게이스케
- 오스기 렌
- 타구치 토모로오

### 조연
- 테라지마 스스무
- 토오야마 쿄오코